# Oops!… I Did It Again
Oops!… I Did It Again (englisch für: ‚Ups!… Ich habe es schon wieder getan‘) ist das zweite Studioalbum der US-amerikanischen Popsängerin Britney Spears. Es erschien am 15. Mai 2000 bei Jive Records und bewegt sich musikalisch im Dance-Pop-Bereich.

## Titelliste
1. Oops!… I Did It Again (Max Martin, Rami Yacoub) – 3:31
2. Stronger (Max Martin, Rami Yacoub) – 3:23
3. Don’t Go Knockin’ On My Door (Rami Yakoub, Jake Schulze, Alexander Kronlund, Max Martin) – 3:43
4. (I Can’t Get No) Satisfaction (Mick Jagger, Keith Richards) – 4:25 (Originalinterpret: The Rolling Stones)
5. Don’t Let Me Be the Last to Know (Robert J. Lange, Shania Twain, Keith Scott) – 3:50
6. What U See Is What U Get (Per Magnusson, David Kreuger, Jörgen Elofsson, Rami Yacoub) – 3:36
7. Lucky (Max Martin, Rami Yacoub, Alexander Kronlund) – 3:26
8. One Kiss from You (Steve Lunt) – 3:25
9. Where Are You Now? (Max Martin, Andreas Carlsson) – 4:39
10. Can’t Make You Love Me (Kristian Lundin, Andreas Carlsson, Max Martin) – 3:17
11. When Your Eyes Say It (Diane Warren) – 4:06
12. Girl in the Mirror (Jörgen Elofsson) – 3:36
13. Dear Diary (Britney Spears, Jason Blume, Eugene Wilde) – 2:46

Auf einigen Ausgaben des Albums findet sich außerdem die Coverversion des Jets-Hits You Got It All, der von Rupert Holmes geschrieben wurde.

## Singleauskopplungen

### Oops!… I Did It Again
Oops!… I Did It Again war die erste Singleauskopplung zum Album und wurde bereits zwei Wochen vor diesem veröffentlicht.
Das Musikvideo zum Titeltrack des Albums wurde von Nigel Dick gedreht und zeigt Britney Spears in einem roten Catsuit. Es wurde in den Universal Studios in Kalifornien gedreht. Der Song brachte ihr eine Grammynominierung als Best Female Pop Vocal Performance und diverse weitere bei den MTV Video Music Awards ein.
Die Single verkaufte sich im Jahr 2000 weltweit über 5.995.000-mal, was sie zur dritterfolgreichsten Single überhaupt in diesem Jahr machte.

### Lucky
Als zweite Singleauskopplung folgte im August 2000 die Ballade Lucky. Mit dem Song konnte die Sängerin ihren zweiten Nummer-eins-Hit in Deutschland und Österreich landen, ebenso in der Schweiz den dritten.

### Stronger
Mit Stronger folgte im November die dritte Singleauskopplung. Die Single wurde ebenfalls von Max Martin und Rami Yacoub geschrieben und produziert, die schon für Spears’ Debütsingle oder aber auch Oops!… I Did It Again verantwortlich sind. Viele Fans und Kritiker sehen Stronger als inoffizielle Fortsetzung von … Baby One More Time, da Spears im Chorus ihrer Debütsingle singt: „… my loneliness is killing me …“ (englisch für: „… meine Einsamkeit bringt mich noch um …“), während es in Stronger „… my loneliness ain’t killing me no more …“ (englisch für: „… meine Einsamkeit bringt mich nicht mehr um …“) heißt.

### Don’t Let Me Be the Last to Know
Don’t Let Me Be the Last to Know wurde schließlich im März 2001 als vierte und letzte Single aus dem Album ausgekoppelt. Der Song wurde unter anderem von Shania Twain geschrieben. Es war die erste Single von Spears, welche in Deutschland nicht die Top Ten erreichte, da sie „nur“ auf Platz 12 einstieg. Auch weltweit konnte der Song nicht ganz so gut überzeugen wie die kommerziell sehr erfolgreichen Vorgängersingles. Dafür sorgte Spears mit dem dazugehörigen Videoclip für Gesprächsstoff, da sie sich erstmals sehr freizügig präsentierte, beispielsweise in Bikinioberteil und Hotpants.

### Chartplatzierungen
| Jahr | Titel                            | Höchstplatzierung, Gesamtwochen, AuszeichnungChartplatzierungen (Jahr, Titel, , Platzierungen, Wochen, Auszeichnungen, Anmerkungen) | Höchstplatzierung, Gesamtwochen, AuszeichnungChartplatzierungen (Jahr, Titel, , Platzierungen, Wochen, Auszeichnungen, Anmerkungen) | Höchstplatzierung, Gesamtwochen, AuszeichnungChartplatzierungen (Jahr, Titel, , Platzierungen, Wochen, Auszeichnungen, Anmerkungen) | Höchstplatzierung, Gesamtwochen, AuszeichnungChartplatzierungen (Jahr, Titel, , Platzierungen, Wochen, Auszeichnungen, Anmerkungen) | Höchstplatzierung, Gesamtwochen, AuszeichnungChartplatzierungen (Jahr, Titel, , Platzierungen, Wochen, Auszeichnungen, Anmerkungen) | Anmerkungen                                                   |
| Jahr | Titel                            | DE | AT | CH | UK | US | Anmerkungen                                                   |
| ---- | -------------------------------- | --- | --- | --- | --- | --- | ------------------------------------------------------------- |
| 2000 | Oops!… I Did It Again            | DE2 Gold · (18 Wo.)DE | AT2 Gold · (18 Wo.)AT | CH1 Gold · (28 Wo.)CH | UK1 Platin · (14 Wo.)UK | US9 ×3Dreifachplatin · (20 Wo.)US                                                                                                   | Erstveröffentlichung: 27. März 2000 Verkäufe: + 4.951.000     |
| 2000 | Lucky                            | DE1 Gold · (18 Wo.)DE | AT1 Gold · (16 Wo.)AT | CH1 (28 Wo.)CH | UK5 Gold · (11 Wo.)UK | US23 Platin · (11 Wo.)US | Erstveröffentlichung: 1. August 2000 Verkäufe: + 1.850.000    |
| 2000 | Stronger                         | DE4 Gold · (14 Wo.)DE | AT4 (17 Wo.)AT | CH6 (21 Wo.)CH | UK7 Gold · (12 Wo.)UK | US11 Platin · (15 Wo.)US | Erstveröffentlichung: 13. November 2000 Verkäufe: + 1.880.000 |
| 2001 | Don’t Let Me Be the Last to Know | DE12 (9 Wo.)DE | AT7 (14 Wo.)AT | CH9 (18 Wo.)CH | UK12 (14 Wo.)UK | — | Erstveröffentlichung: 15. Januar 2001 Verkäufe: + 35.000      |

## Rezeption

### Chartplatzierungen
Oops!… I Did It Again avancierte zum weltweiten Nummer-eins-Album, unter anderem in Deutschland, Österreich, der Schweiz oder auch den Vereinigten Staaten.
| ChartsChartplatzierungen       | Höchstplatzierung | Wochen |
| ------------------------------ | ----------------- | ------ |
| Deutschland (GfK)              | 1 (50 Wo.)        | 50     |
| Österreich (Ö3)                | 1 (47 Wo.)        | 47     |
| Schweiz (IFPI)                 | 1 (49 Wo.)        | 49     |
| Vereinigte Staaten (Billboard) | 1 (84 Wo.)        | 84     |
| Vereinigtes Königreich (OCC)   | 2 (53 Wo.)        | 53     |

| ChartsJahrescharts (2000)    | Platzierung |
| ---------------------------- | ----------- |
| Deutschland (GfK)            | 3           |
| Österreich (Ö3)              | 5           |
| Schweiz (IFPI)               | 4           |
| Vereinigtes Königreich (OCC) | 19          |

| ChartsJahrescharts (2001) | Platzierung |
| ------------------------- | ----------- |
| Deutschland (GfK)         | 69          |
| Österreich (Ö3)           | 68          |
| Schweiz (IFPI)            | 50          |

### Auszeichnungen für Musikverkäufe
Das Album bekam weltweit zweimal Gold, 41 Mal Platin sowie eine Diamantene Schallplatte für über 15,7 Millionen verkauften Einheiten verliehen. Quellen zufolge soll es sich über 20 Millionen Mal verkauft haben, womit es nicht nur Spears’ zweitmeistverkaufte Veröffentlichung ist, sondern auch zu den weltweit meistverkauften Musikalben zählt. Nach Angaben von Jive Records verkaufte sich das Album allein am ersten Tag über 500.000 Mal sowie in der ersten Verkaufswoche über 2,4 Millionen Mal. In den Vereinigten Staaten verkaufte sich das Album laut Schallplattenauszeichnungen über zehn Millionen Mal, alleine in der ersten Woche wurden 1,3 Millionen Exemplare abgesetzt, was bis dato keiner anderen Künstlerin gelungen war.
| Land/Region                  | Auszeichnungen für Musikverkäufe (Land/Region, Auszeichnung, Verkäufe) | Verkäufe   |
| ---------------------------- | ---------------------------------------------------------------------- | ---------- |
| Argentinien (CAPIF)          | Platin                                                                 | 60.000     |
| Australien (ARIA)            | 3× Platin                                                              | 210.000    |
| Belgien (BRMA)               | 3× Platin                                                              | (150.000)  |
| Brasilien (PMB)              | Gold                                                                   | 100.000    |
| Deutschland (BVMI)           | 3× Platin                                                              | (900.000)  |
| Europa (IFPI)                | 4× Platin                                                              | 4.000.000  |
| Finnland (IFPI)              | Platin                                                                 | (54.274)   |
| Frankreich (SNEP)            | Platin                                                                 | (300.000)  |
| Japan (RIAJ)                 | Platin                                                                 | 200.000    |
| Kanada (MC)                  | 5× Platin                                                              | 710.000    |
| Mexiko (AMPROFON)            | 2× Platin                                                              | 300.000    |
| Neuseeland (RMNZ)            | 2× Platin                                                              | 30.000     |
| Niederlande (NVPI)           | 2× Platin                                                              | (160.000)  |
| Norwegen (IFPI)              | Platin                                                                 | (50.000)   |
| Österreich (IFPI)            | 2× Platin                                                              | (100.000)  |
| Polen (ZPAV)                 | Platin                                                                 | (100.000)  |
| Schweden (IFPI)              | Platin                                                                 | (80.000)   |
| Schweiz (IFPI)               | 2× Platin                                                              | (100.000)  |
| Spanien (Promusicae)         | 2× Platin                                                              | (200.000)  |
| Südkorea (KMCA)              | —                                                                      | 109.800    |
| Ungarn (MAHASZ)              | Gold                                                                   | (25.000)   |
| Uruguay (CUD)                | Platin                                                                 | 6.000      |
| Vereinigte Staaten (RIAA)    | Diamant                                                                | 10.000.000 |
| Vereinigtes Königreich (BPI) | 3× Platin                                                              | (917.000)  |
| Insgesamt                    | 2× Gold · 41× Platin · 1× Diamant ·                                    | 15.725.800 |

Hauptartikel: Britney Spears/Auszeichnungen für Musikverkäufe